# Liste des monuments historiques de l'Aveyron
Cet article recense les monuments historiques de l'Aveyron, en France.
- Pour les monuments historiques de la commune de Rodez, voir la liste des monuments historiques de Rodez
- Pour les monuments historiques de la commune de Villefranche-de-Rouergue, voir la liste des monuments historiques de Villefranche-de-Rouergue

## Statistiques
Au 21 juillet 2025, l'Aveyron compte 418 édifices comportant au moins une protection au titre des monuments historiques, dont 155 sont classés et 296 sont inscrits. Le total des monuments classés et inscrits est supérieur au nombre total de monuments protégés car plusieurs d'entre eux sont à la fois classés et inscrits.
- Haut – A
- B
- C
- D
- E
- F
- G
- H
- I
- J
- K
- L
- M
- N
- O
- P
- Q
- R
- S
- T
- U
- V
- W
- X
- Y
- Z

## Liste
| Monument                                                  | Commune                       | Adresse                                                          | Coordonnées                                                      | Notice                                                           | Protection                                                       | Date                                                             | Illustration |
| --------------------------------------------------------- | ----------------------------- | ---------------------------------------------------------------- | ---------------------------------------------------------------- | ---------------------------------------------------------------- | ---------------------------------------------------------------- | ---------------------------------------------------------------- | --- |
| Dolmen d'Agen-d'Aveyron                                   | Agen-d'Aveyron                |                                                                  | 44° 21′ 45″ nord, 2° 40′ 30″ est                                 | « PA12000004 »                                                   | Inscrit                                                          | 1997                                                             | Image manquante Téléverser |
| Église Saint-Martin                                       | Alpuech                       |                                                                  | 44° 45′ 46″ nord, 2° 50′ 52″ est                                 | « PA00093956 »                                                   | Inscrit                                                          | 1979                                                             | Église Saint-Martin |
| Château de Camboulan                                      | Ambeyrac                      | Camboulan                                                        | 44° 30′ 12″ nord, 1° 55′ 25″ est                                 | « PA00135441 »                                                   | Inscrit                                                          | 1995                                                             | Château de Camboulan |
| Église Notre-Dame d'Aures d'Arvieu                        | Arvieu                        |                                                                  | 44° 11′ 24″ nord, 2° 39′ 37″ est                                 | « PA12000030 »                                                   | Inscrit                                                          | 2004                                                             | Église Notre-Dame d'Aures d'Arvieu |
| Cheminées d'usine                                         | Aubin                         |                                                                  | 44° 31′ 33″ nord, 2° 15′ 40″ est                                 | « PA12000046 »                                                   | Inscrit                                                          | 2008                                                             | Cheminées d'usine |
| École Jules-Ferry du Gua                                  | Aubin                         |                                                                  | 44° 31′ 42″ nord, 2° 15′ 45″ est                                 | « PA12000024 »                                                   | Inscrit                                                          | 2002                                                             | École Jules-Ferry du Gua |
| Église Notre-Dame-des-Mines d'Aubin                       | Aubin                         | Combes                                                           | 44° 32′ 23″ nord, 2° 16′ 06″ est                                 | « PA12000021 »                                                   | Inscrit                                                          | 2001                                                             | Église Notre-Dame-des-Mines d'Aubin |
| Église Notre-Dame                                         | Aubin                         | Le Gua                                                           | 44° 31′ 44″ nord, 2° 15′ 51″ est                                 | « PA12000027 »                                                   | Inscrit                                                          | 2003                                                             | Église Notre-Dame |
| Église Saint-Blaise                                       | Aubin                         |                                                                  | 44° 31′ 37″ nord, 2° 14′ 30″ est                                 | « PA00093957 »                                                   | Classé                                                           | 1942                                                             | Église Saint-Blaise |
| Église Saint-Pierre                                       | Aurelle-Verlac                | Aurelle                                                          | 44° 31′ 17″ nord, 2° 59′ 19″ est                                 | « PA00093958 »                                                   | Inscrit                                                          | 1978                                                             | Église Saint-Pierre |
| Église Saint-Jacques                                      | Aurelle-Verlac                | Verlac                                                           | 44° 30′ 22″ nord, 3° 00′ 28″ est                                 | « PA00093959 »                                                   | Classé                                                           | 1977                                                             | Église Saint-Jacques |
| Église Saint-Maurice d'Auzits                             | Auzits                        |                                                                  | 44° 30′ 12″ nord, 2° 19′ 28″ est                                 | « PA00093960 »                                                   | Classé                                                           | 1943                                                             | Église Saint-Maurice d'Auzits |
| Château de Balaguier                                      | Balaguier-sur-Rance           |                                                                  | 43° 53′ 53″ nord, 2° 34′ 36″ est                                 | « PA12000056 »                                                   | Inscrit                                                          | 2015                                                             | Château de Balaguier |
| Château de Balsac                                         | Balsac                        |                                                                  | 44° 24′ 08″ nord, 2° 26′ 36″ est                                 | « PA12000040 »                                                   | Inscrit                                                          | 2007                                                             | Château de Balsac |
| Prieuré du Sauvage                                        | Balsac                        | Le Sauvage                                                       | 44° 23′ 06″ nord, 2° 27′ 19″ est                                 | « PA00093961 »                                                   | Inscrit                                                          | 1981                                                             | Prieuré du Sauvage |
| Château de Réquista                                       | La Bastide-l'Évêque           | Hameau de Cabanes                                                | 44° 20′ 44″ nord, 2° 07′ 59″ est                                 | « PA00094038 »                                                   | Inscrit                                                          | 1978                                                             | Château de Réquista |
| Château de Belcastel                                      | Belcastel                     |                                                                  | 44° 23′ 20″ nord, 2° 20′ 09″ est                                 | « PA00093962 »                                                   | Inscrit                                                          | 1928                                                             | Château de Belcastel |
| Vieux Pont                                                | Belcastel                     |                                                                  | 44° 23′ 17″ nord, 2° 20′ 09″ est                                 | « PA00093963 »                                                   | Inscrit                                                          | 1928                                                             | Vieux Pont |
| Abbaye de Belmont-sur-Rance                               | Belmont-sur-Rance             |                                                                  | 43° 49′ 01″ nord, 2° 45′ 17″ est                                 | « PA00093964 »                                                   | Classé                                                           | 1929                                                             | Abbaye de Belmont-sur-Rance |
| Château des Bourines                                      | Bertholène                    | Les Bourines                                                     | 44° 25′ 08″ nord, 2° 48′ 34″ est                                 | « PA00093965 »                                                   | Classé Inscrit                                                   | 1963                                                             | Château des Bourines |
| Dolmen des Bourines 1                                     | Bertholène                    |                                                                  | 44° 25′ 31″ nord, 2° 48′ 36″ est                                 | « PA00135442 »                                                   | Inscrit                                                          | 1995                                                             | Dolmen des Bourines 1 |
| Église d'Ayrinhac                                         | Bertholène                    | Ayrinhac                                                         | 44° 23′ 03″ nord, 2° 47′ 30″ est                                 | « PA12000044 »                                                   | Inscrit                                                          | 2007                                                             | Église d'Ayrinhac |
| Église Saint-Maurice                                      | Bertholène                    | Anglars                                                          | 44° 24′ 38″ nord, 2° 46′ 56″ est                                 | « PA00093966 »                                                   | Inscrit                                                          | 1944                                                             | Église Saint-Maurice |
| Église Saint-Pierre                                       | Bessuéjouls                   | Saint-Pierre                                                     | 44° 31′ 35″ nord, 2° 43′ 48″ est                                 | « PA00093967 »                                                   | Inscrit Classé                                                   | 1927 1931                                                        | Église Saint-Pierre |
| Monument aux morts de Boisse-Penchot                      | Boisse-Penchot                |                                                                  | 44° 34′ 55″ nord, 2° 12′ 12″ est                                 | « PA12000065 »                                                   | Inscrit                                                          | 2018                                                             | Monument aux morts de Boisse-Penchot |
| Château de Bouillac                                       | Bouillac                      |                                                                  | 44° 34′ 33″ nord, 2° 09′ 41″ est                                 | « PA00094249 »                                                   | Inscrit                                                          | 1992                                                             | Château de Bouillac |
| Église Saint-Martin                                       | Bouillac                      |                                                                  | 44° 34′ 32″ nord, 2° 09′ 46″ est                                 | « PA00093968 »                                                   | Inscrit                                                          | 1944                                                             | Église Saint-Martin |
| Château de Bournazel                                      | Bournazel                     |                                                                  | 44° 27′ 35″ nord, 2° 17′ 57″ est                                 | « PA00093969 » « PA12000049 »                                    | Classé Inscrit                                                   | 1942 2013,                                                       | Château de Bournazel |
| Église Notre-Dame                                         | Boussac                       |                                                                  | 44° 16′ 43″ nord, 2° 21′ 58″ est                                 | « PA00093970 »                                                   | Classé                                                           | 1944                                                             | Église Notre-Dame |
| Dolmen de la Fontaine-aux-Chiens                          | Bozouls                       |                                                                  | 44° 28′ 18″ nord, 2° 45′ 48″ est                                 | « PA00132658 »                                                   | Inscrit                                                          | 1994                                                             | Image manquante Téléverser |
| Église Sainte-Fauste                                      | Bozouls                       | Aboul                                                            | 44° 26′ 28″ nord, 2° 42′ 41″ est                                 | « PA00093971 »                                                   | Inscrit                                                          | 1987                                                             | Église Sainte-Fauste |
| Église Sainte-Fauste                                      | Bozouls                       |                                                                  | 44° 28′ 15″ nord, 2° 43′ 04″ est                                 | « PA00093972 »                                                   | Classé                                                           | 1920                                                             | Église Sainte-Fauste |
| Grange monastique de Séveyrac                             | Bozouls                       |                                                                  | 44° 27′ 18″ nord, 2° 40′ 19″ est                                 | « PA12000028 »                                                   | Inscrit                                                          | 2003                                                             | Grange monastique de Séveyrac |
| Château d'Albinhac                                        | Brommat                       | Albinhac                                                         | 44° 50′ 53″ nord, 2° 43′ 06″ est                                 | « PA00094247 »                                                   | Inscrit                                                          | 1992                                                             | Château d'Albinhac |
| Église Saint-Roch                                         | Brommat                       | Albinhac                                                         | 44° 50′ 51″ nord, 2° 43′ 09″ est                                 | « PA00093974 »                                                   | Classé                                                           | 1933                                                             | Église Saint-Roch |
| Église Saint-Anthime-et-Saint-Saturnin                    | Brommat                       |                                                                  | 44° 49′ 48″ nord, 2° 40′ 59″ est                                 | « PA00093973 »                                                   | Inscrit                                                          | 1927                                                             | Église Saint-Anthime-et-Saint-Saturnin                                                                                                   |
| Église Saint-Cyrice-et-Sainte-Juliette                    | Brommat                       | Rueyres                                                          | 44° 46′ 45″ nord, 2° 41′ 31″ est                                 | « PA00135443 »                                                   | Inscrit                                                          | 1995                                                             | Église Saint-Cyrice-et-Sainte-Juliette                                                                                                   |
| Maison du XVe siècle                                      | Brommat                       |                                                                  | 44° 49′ 49″ nord, 2° 40′ 59″ est                                 | « PA00093975 »                                                   | Inscrit                                                          | 1928                                                             | Maison du XVe siècle |
| Château de Brousse                                        | Brousse-le-Château            |                                                                  | 43° 59′ 48″ nord, 2° 37′ 30″ est                                 | « PA00093976 »                                                   | Classé                                                           | 1943                                                             | Château de Brousse |
| Église Saint-Jacques-le-Majeur                            | Brousse-le-Château            |                                                                  | 43° 59′ 50″ nord, 2° 37′ 27″ est                                 | « PA00093977 »                                                   | Inscrit                                                          | 1937                                                             | Église Saint-Jacques-le-Majeur |
| Oratoire                                                  | Brousse-le-Château            | Cimetière                                                        | 43° 59′ 56″ nord, 2° 37′ 16″ est                                 | « PA00093978 »                                                   | Inscrit                                                          | 1937                                                             | Oratoire |
| Pont Vieux                                                | Brousse-le-Château            |                                                                  | 43° 59′ 51″ nord, 2° 37′ 29″ est                                 | « PA00093979 »                                                   | Inscrit                                                          | 1937                                                             | Pont Vieux |
| Dolmen de Galitorte                                       | Buzeins                       | Galitorte                                                        | 44° 22′ 39″ nord, 2° 59′ 13″ est                                 | « PA00093980 »                                                   | Classé                                                           | 1889                                                             | Dolmen de Galitorte |
| Dolmen de Surguières                                      | Buzeins                       | Surguières                                                       | 44° 22′ 17″ nord, 2° 55′ 56″ est                                 | « PA00093981 »                                                   | Classé                                                           | 1933                                                             | Image manquante Téléverser |
| Château de Calmont                                        | Calmont                       |                                                                  | 44° 14′ 59″ nord, 2° 30′ 44″ est                                 | « PA00094301 »                                                   | Inscrit                                                          | 1927                                                             | Château de Calmont |
| Croix de chemin                                           | Calmont                       | Rue du Plantier, Ceignac                                         | 44° 16′ 22″ nord, 2° 31′ 22″ est                                 | « PA00093982 »                                                   | Classé                                                           | 1910                                                             | Croix de chemin |
| Halle                                                     | Calmont                       | Avenue de la Basilique                                           | 44° 16′ 21″ nord, 2° 31′ 25″ est                                 | « PA00093983 »                                                   | Classé                                                           | 1937                                                             | Halle |
| Oratoire de Ceignac                                       | Calmont                       |                                                                  | 44° 16′ 22″ nord, 2° 31′ 22″ est                                 | « PA00093984 »                                                   | Inscrit                                                          | 1977                                                             | Oratoire de Ceignac |
| Château du Bosc                                           | Camjac                        |                                                                  | 44° 09′ 51″ nord, 2° 22′ 52″ est                                 | « PA00093985 »                                                   | Inscrit                                                          | 1991                                                             | Château du Bosc |
| Église Saint-Cyr-et-Sainte-Julitte                        | Campagnac                     | Canac                                                            | 44° 24′ 19″ nord, 3° 04′ 34″ est                                 | « PA00093986 »                                                   | Classé                                                           | 1980                                                             | Église Saint-Cyr-et-Sainte-Julitte |
| Église Saint-Pierre et oratoire                           | Canet-de-Salars               |                                                                  | 44° 14′ 07″ nord, 2° 45′ 18″ est                                 | « PA00093987 »                                                   | Inscrit                                                          | 1976                                                             | Église Saint-Pierre et oratoire |
| Château de Saint-Julien d'Empare                          | Capdenac-Gare                 |                                                                  | 44° 33′ 22″ nord, 2° 04′ 44″ est                                 | « PA00093988 »                                                   | Inscrit                                                          | 1977                                                             | Château de Saint-Julien d'Empare |
| Église de Cassuéjouls                                     | Cassuéjouls                   |                                                                  | 44° 43′ 35″ nord, 2° 49′ 03″ est                                 | « PA00093989 »                                                   | Inscrit                                                          | 1927                                                             | Église de Cassuéjouls |
| Église Saint-Julien                                       | Castelnau-de-Mandailles       | Le Cambon                                                        | 44° 30′ 57″ nord, 2° 52′ 41″ est                                 | « PA00093990 »                                                   | Classé                                                           | 1924                                                             | Église Saint-Julien |
| Château de Castelnau-Pégayrols                            | Castelnau-Pégayrols           |                                                                  | 44° 07′ 46″ nord, 2° 55′ 57″ est                                 | « PA00093991 »                                                   | Inscrit                                                          | 1975                                                             | Château de Castelnau-Pégayrols |
| Église Notre-Dame                                         | Castelnau-Pégayrols           |                                                                  | 44° 07′ 48″ nord, 2° 56′ 05″ est                                 | « PA00093992 »                                                   | Classé                                                           | 1930                                                             | Église Notre-DameRemarque 1 : Il y a une erreur de nom sur la base Mérimée. Il n'y a pas d'église Saint-Pierre                           |
| Église Saint-Michel et prieuré Saint-Michel               | Castelnau-Pégayrols           |                                                                  | 44° 07′ 48″ nord, 2° 56′ 00″ est                                 | « PA00093993 »                                                   | Classé                                                           | 1920 1990                                                        | Église Saint-Michel et prieuré Saint-Michel                                                                                              |
| Réseau hydraulique médiéval                               | Castelnau-Pégayrols           |                                                                  | 44° 07′ 47″ nord, 2° 55′ 53″ est                                 | « PA12000005 »                                                   | Inscrit                                                          | 1997                                                             | Réseau hydraulique médiéval |
| Église Saint-Clair                                        | Causse-et-Diège               | Hameau de Saint-Loup                                             | 44° 31′ 56″ nord, 2° 04′ 32″ est                                 | « PA00093994 »                                                   | Inscrit                                                          | 1984                                                             | Église Saint-Clair |
| Dolmen de la Fabière                                      | La Cavalerie                  | La Fabière                                                       | 44° 01′ 04″ nord, 3° 09′ 25″ est                                 | « PA00093995 »                                                   | Classé                                                           | 1889                                                             | Dolmen de la Fabière |
| Fortifications                                            | La Cavalerie                  |                                                                  | 44° 00′ 32″ nord, 3° 09′ 28″ est                                 | « PA12000014 »                                                   | Inscrit                                                          | 1998                                                             | Fortifications |
| Château de Panat                                          | Clairvaux-d'Aveyron           | Panat                                                            | 44° 25′ 50″ nord, 2° 25′ 28″ est                                 | « PA00093996 »                                                   | Inscrit                                                          | 1965                                                             | Château de Panat |
| Église Saint-Blaise                                       | Clairvaux-d'Aveyron           |                                                                  | 44° 25′ 39″ nord, 2° 24′ 43″ est                                 | « PA12000006 »                                                   | Inscrit                                                          | 1997                                                             | Église Saint-Blaise |
| Église Saint-Jean-Baptiste                                | Combret                       |                                                                  | 43° 50′ 34″ nord, 2° 40′ 28″ est                                 | « PA00093997 »                                                   | Inscrit                                                          | 1939                                                             | Église Saint-Jean-Baptiste |
| Halle                                                     | Combret                       |                                                                  | 43° 50′ 30″ nord, 2° 40′ 23″ est                                 | « PA12000033 »                                                   | Classé                                                           | 2004                                                             | Halle |
| Pigeonnier de Lagarde                                     | Compeyre                      |                                                                  | 44° 10′ 16″ nord, 3° 05′ 11″ est                                 | « PA12000047 »                                                   | Inscrit                                                          | 2011                                                             | Pigeonnier de Lagarde |
| Ancienne église Saint-Christophe                          | Comprégnac                    | Rue de la Garde, Peyre                                           | 44° 05′ 30″ nord, 3° 00′ 01″ est                                 | « PA00093998 »                                                   | Inscrit                                                          | 1936                                                             | Ancienne église Saint-Christophe |
| Abbaye Sainte-Foy                                         | Conques                       |                                                                  | 44° 35′ 57″ nord, 2° 23′ 53″ est                                 | « PA00093999 »                                                   | Classé                                                           | 1840                                                             | Abbaye Sainte-Foy |
| Pont sur le Dourdou                                       | Conques                       |                                                                  | 44° 35′ 53″ nord, 2° 23′ 33″ est                                 | « PA00094000 »                                                   | Inscrit                                                          | 1930                                                             | Pont sur le Dourdou |
| Château de Cabrespines                                    | Coubisou                      | Crabespines                                                      | 44° 35′ 02″ nord, 2° 43′ 05″ est                                 | « PA00094001 »                                                   | Inscrit                                                          | 2016                                                             | Château de Cabrespines |
| Église Saint-Védard                                       | Coubisou                      |                                                                  | 44° 33′ 11″ nord, 2° 43′ 54″ est                                 | « PA00094002 »                                                   | Inscrit                                                          | 1978                                                             | Église Saint-Védard |
| Château de Coupiac                                        | Coupiac                       |                                                                  | 43° 57′ 15″ nord, 2° 34′ 53″ est                                 | « PA00094003 »                                                   | Inscrit                                                          | 1928                                                             | Château de Coupiac |
| Maison Marty                                              | Coupiac                       | Place du Centre Rue Basse-du-Télon                               | 43° 57′ 13″ nord, 2° 34′ 53″ est                                 | « PA00094004 »                                                   | Inscrit                                                          | 1974                                                             | Maison Marty |
| Commanderie                                               | La Couvertoirade              |                                                                  | 43° 54′ 50″ nord, 3° 19′ 02″ est                                 | « PA00094005 »                                                   | Classé                                                           | 1945                                                             | Commanderie |
| Église Saint-Christol et cimetière                        | La Couvertoirade              |                                                                  | 43° 54′ 46″ nord, 3° 19′ 04″ est                                 | « PA00094006 »                                                   | Classé                                                           | 1945                                                             | Église Saint-Christol et cimetière |
| Hôtel de Grailhe                                          | La Couvertoirade              |                                                                  | 43° 54′ 46″ nord, 3° 19′ 01″ est                                 | « PA00094007 »                                                   | Inscrit                                                          | 1934                                                             | Hôtel de Grailhe |
| Presbytère                                                | La Couvertoirade              |                                                                  | 43° 54′ 50″ nord, 3° 19′ 02″ est                                 | « PA00094008 »                                                   | Classé                                                           | 1945                                                             | Presbytère |
| Remparts                                                  | La Couvertoirade              |                                                                  | 43° 54′ 46″ nord, 3° 19′ 00″ est                                 | « PA00094009 »                                                   | Classé                                                           | 1895                                                             | Remparts |
| Ferme de Bel-Air                                          | Creissels                     |                                                                  | 44° 03′ 37″ nord, 3° 02′ 04″ est                                 | « PA00132659 »                                                   | Inscrit                                                          | 1994                                                             | Ferme de Bel-Air |
| Église Saint-Martin                                       | La Cresse                     | Hameau de Pinet                                                  | 44° 11′ 23″ nord, 3° 08′ 38″ est                                 | « PA00094010 »                                                   | Classé                                                           | 1984                                                             | Église Saint-Martin |
| Croix de la Roussarie                                     | Curières                      |                                                                  | 44° 38′ 34″ nord, 2° 52′ 20″ est                                 | « PA00094012 »                                                   | Classé                                                           | 1928                                                             | Image manquante Téléverser |
| Chevalement de puits de mine de La Découverte             | Decazeville                   |                                                                  | 44° 33′ 08″ nord, 2° 15′ 48″ est                                 | « PA12000077 »                                                   | Inscrit                                                          | 2019                                                             | Chevalement de puits de mine de La Découverte                                                                                            |
| Bâtiment minier des soufflantes de La Découverte          | Decazeville                   |                                                                  | 44° 33′ 19″ nord, 2° 15′ 42″ est                                 | « PA12000076 »                                                   | Inscrit                                                          | 2019                                                             | Image manquante Téléverser |
| Église Notre-Dame de Decazeville                          | Decazeville                   |                                                                  | 44° 33′ 21″ nord, 2° 15′ 10″ est                                 | « PA12000073 »                                                   | Inscrit                                                          | 2019                                                             | Église Notre-Dame de Decazeville |
| Hôtel de ville de Decazeville                             | Decazeville                   |                                                                  | 44° 33′ 23″ nord, 2° 15′ 26″ est                                 | « PA12000074 »                                                   | Inscrit                                                          | 2019                                                             | Hôtel de ville de Decazeville |
| Monument aux morts de Decazeville                         | Decazeville                   |                                                                  | 44° 33′ 23″ nord, 2° 15′ 04″ est                                 | « PA12000066 »                                                   | Inscrit                                                          | 2018                                                             | Monument aux morts de Decazeville |
| Monument funéraire de la famille Cabrol                   | Decazeville                   |                                                                  | 44° 33′ 21″ nord, 2° 15′ 10″ est                                 | « PA12000075 »                                                   | Inscrit                                                          | 2019                                                             | Image manquante Téléverser |
| Société de secours minière de Decazeville                 | Decazeville                   | 10, rue Cayrade                                                  | 44° 33′ 27″ nord, 2° 15′ 22″ est                                 | « PA12000050 »                                                   | Inscrit                                                          | 2013                                                             | Image manquante Téléverser |
| Maison Valette (porte et vantaux)                         | Entraygues-sur-Truyère        |                                                                  | 44° 38′ 41″ nord, 2° 33′ 54″ est                                 | « PA00094013 »                                                   | Inscrit                                                          | 1928                                                             | Maison Valette(porte et vantaux) |
| Pont sur la Truyère                                       | Entraygues-sur-Truyère        |                                                                  | 44° 38′ 59″ nord, 2° 34′ 01″ est                                 | « PA00094014 »                                                   | Classé                                                           | 1927                                                             | Pont sur la Truyère |
| Chapelle de Perse                                         | Espalion                      |                                                                  | 44° 31′ 04″ nord, 2° 46′ 16″ est                                 | « PA00094015 »                                                   | Classé                                                           | 1862                                                             | Chapelle de Perse |
| Château d'Espalion et chapelle de Calmont-d'Olt           | Espalion                      | Calmont-d'Olt                                                    | 44° 31′ 05″ nord, 2° 45′ 10″ est                                 | « PA00094233 »                                                   | Classé                                                           | 1992                                                             | Château d'Espalion et chapelle de Calmont-d'Olt                                                                                          |
| Château de Masse                                          | Espalion                      | Masse                                                            | 44° 32′ 23″ nord, 2° 47′ 10″ est                                 | « PA00094016 »                                                   | Inscrit                                                          | 1928                                                             | Château de Masse |
| Enceinte de Flaujac                                       | Espalion                      | Flaujac                                                          | 44° 31′ 38″ nord, 2° 47′ 16″ est                                 | « PA00094018 »                                                   | Inscrit                                                          | 1950                                                             | Enceinte de Flaujac |
| Ancienne église Saint-Jean-Baptiste                       | Espalion                      | Boulevard Joseph-Poulenc Rue droite                              | 44° 31′ 16″ nord, 2° 45′ 45″ est                                 | « PA00094017 »                                                   | Inscrit                                                          | 1979                                                             | Ancienne église Saint-Jean-Baptiste |
| Palais de justice                                         | Espalion                      |                                                                  | 44° 31′ 19″ nord, 2° 45′ 49″ est                                 | « PA00094019 »                                                   | Classé                                                           | 1911                                                             | Palais de justice |
| Pont Vieux                                                | Espalion                      |                                                                  | 44° 31′ 21″ nord, 2° 45′ 49″ est                                 | « PA00094020 »                                                   | Classé                                                           | 1888                                                             | Pont Vieux |
| Chapelle Saint-Jean de l'Ouradou                          | Estaing                       |                                                                  | 44° 33′ 44″ nord, 2° 39′ 54″ est                                 | « PA12000007 »                                                   | Inscrit                                                          | 1997                                                             | Chapelle Saint-Jean de l'Ouradou |
| Chapelle Saint-Joseph du château d'Estaing                | Estaing                       |                                                                  | 44° 33′ 15″ nord, 2° 40′ 22″ est                                 | « PA12000064 »                                                   | Inscrit                                                          | 2018                                                             | Image manquante Téléverser |
| Château d'Estaing                                         | Estaing                       |                                                                  | 44° 33′ 14″ nord, 2° 40′ 22″ est                                 | « PA00094021 »                                                   | Classé                                                           | 1945                                                             | Château d'Estaing |
| Église Saint-Blaise                                       | Estaing                       | Vinnac                                                           | 44° 32′ 59″ nord, 2° 41′ 58″ est                                 | « PA00094023 »                                                   | Inscrit                                                          | 1979                                                             | Église Saint-Blaise |
| Église Saint-Fleuret                                      | Estaing                       |                                                                  | 44° 33′ 16″ nord, 2° 40′ 22″ est                                 | « PA00094022 »                                                   | Inscrit                                                          | 1927                                                             | Église Saint-Fleuret |
| Mairie                                                    | Estaing                       |                                                                  | 44° 33′ 17″ nord, 2° 40′ 19″ est                                 | « PA00094024 »                                                   | Inscrit                                                          | 1975                                                             | Mairie |
| Pont d'Estaing                                            | Estaing                       |                                                                  | 44° 33′ 11″ nord, 2° 40′ 19″ est                                 | « PA12000037 »                                                   | Inscrit                                                          | 2005                                                             | Pont d'Estaing |
| Château de la Roque                                       | Fayet                         |                                                                  | 43° 48′ 11″ nord, 2° 56′ 27″ est                                 | « PA12000031 »                                                   | Inscrit                                                          | 2004                                                             | Château de la Roque |
| Puits                                                     | Fayet                         |                                                                  | 43° 48′ 11″ nord, 2° 56′ 28″ est                                 | « PA00094025 »                                                   | Classé                                                           | 1931                                                             | Puits |
| Château de Pagax                                          | Flagnac                       |                                                                  | 44° 35′ 04″ nord, 2° 16′ 17″ est                                 | « PA00094026 »                                                   | Inscrit                                                          | 1978                                                             | Château de Pagax |
| Ancienne église Saint-Pierre                              | Flavin                        |                                                                  | 44° 17′ 25″ nord, 2° 36′ 17″ est                                 | « PA00094027 »                                                   | Classé                                                           | 1988                                                             | Ancienne église Saint-Pierre |
| Grotte de Foissac                                         | Foissac                       |                                                                  | 44° 30′ 10″ nord, 2° 00′ 24″ est                                 | « PA00094028 »                                                   | Classé                                                           | 1978                                                             | Image manquante Téléverser |
| Vieux Pont                                                | Fondamente                    | Saint-Maurice-de-Sorgues                                         | 43° 51′ 53″ nord, 3° 04′ 36″ est                                 | « PA00094029 »                                                   | Inscrit                                                          | 1969                                                             | Vieux Pont |
| Château de Tholet                                         | Gabriac                       | Tholet                                                           | 44° 27′ 06″ nord, 2° 46′ 41″ est                                 | « PA00094030 »                                                   | Inscrit                                                          | 1946                                                             | Château de Tholet |
| Église Saint-Jean de Saint-Affrique-du-Causse             | Gabriac                       | Saint-Affrique-du-Causse                                         | 44° 28′ 02″ nord, 2° 48′ 10″ est                                 | « PA00094031 »                                                   | Inscrit Classé                                                   | 1941 1942                                                        | Église Saint-Jean de Saint-Affrique-du-CausseLa notice de la base Mérimée indique par erreur Sainte-Affrique, au lieu de Saint-Affrique. |
| Château de Lugans                                         | Gaillac-d'Aveyron             | Lugans                                                           | 44° 22′ 03″ nord, 2° 53′ 24″ est                                 | « PA00094032 »                                                   | Inscrit                                                          | 1986                                                             | Château de Lugans |
| Dolmen de Lespinasse                                      | Gaillac-d'Aveyron             |                                                                  | 44° 21′ 01″ nord, 2° 55′ 54″ est                                 | « PA00094033 »                                                   | Classé                                                           | 1989                                                             | Image manquante Téléverser |
| Dolmen de Saplous 2                                       | Gaillac-d'Aveyron             |                                                                  | 44° 22′ 01″ nord, 2° 56′ 54″ est                                 | « PA00135444 »                                                   | Inscrit                                                          | 1995                                                             | Dolmen de Saplous 2 |
| Dolmen de la Vernhiette                                   | Gaillac-d'Aveyron             | Les Cans                                                         | 44° 22′ 06″ nord, 2° 56′ 22″ est                                 | « PA00094034 »                                                   | Classé                                                           | 1989                                                             | Image manquante Téléverser |
| Château de Montaigut                                      | Gissac                        |                                                                  | 43° 53′ 09″ nord, 2° 52′ 48″ est                                 | « PA00094035 »                                                   | Inscrit                                                          | 1987                                                             | Château de Montaigut |
| Dolmen de la Serre                                        | Goutrens                      |                                                                  | 44° 26′ 37″ nord, 2° 23′ 47″ est                                 | « PA00132660 »                                                   | Inscrit                                                          | 1994                                                             | Dolmen de la Serre |
| Oratoire                                                  | Gramond                       | Ancien cimetière                                                 | 44° 15′ 55″ nord, 2° 21′ 54″ est                                 | « PA00094036 »                                                   | Classé                                                           | 1933                                                             | Oratoire |
| Château de Selves                                         | Grand-Vabre                   | Hameau de la Vinzelle                                            | 44° 38′ 39″ nord, 2° 20′ 12″ est                                 | « PA00094037 »                                                   | Classé                                                           | 1992                                                             | Château de Selves |
| Château de Valon                                          | Lacroix-Barrez                |                                                                  | 44° 44′ 16″ nord, 2° 38′ 01″ est                                 | « PA00094039 »                                                   | Inscrit                                                          | 1925                                                             | Château de Valon |
| Château de la Boissonnade                                 | Laguiole                      | La Boissonnade                                                   | 44° 42′ 01″ nord, 2° 49′ 59″ est                                 | « PA00094040 »                                                   | Inscrit                                                          | 1928                                                             | Château de la Boissonnade |
| Château d'Oustrac                                         | Laguiole                      | Oustrac                                                          | 44° 41′ 03″ nord, 2° 50′ 11″ est                                 | « PA12000041 »                                                   | Inscrit                                                          | 2007                                                             | Château d'Oustrac |
| Église Saint-Matthieu                                     | Laguiole                      |                                                                  | 44° 41′ 05″ nord, 2° 50′ 41″ est                                 | « PA00094041 »                                                   | Inscrit                                                          | 1927                                                             | Église Saint-Matthieu |
| Ancien Presbytère Hospice                                 | Laguiole                      | rue du couvent place du couvent                                  | 44° 41′ 04″ nord, 2° 50′ 43″ est                                 | « PA00094042 »                                                   | Inscrit                                                          | 1928                                                             | Ancien PresbytèreHospice |
| Château de Loupiac                                        | Lapanouse                     |                                                                  | 44° 20′ 37″ nord, 3° 01′ 06″ est                                 | « PA00094043 »                                                   | Inscrit                                                          | 1928                                                             | Château de Loupiac |
| Église Notre-Dame-de-l'Assomption                         | Lapanouse                     |                                                                  | 44° 20′ 07″ nord, 3° 01′ 52″ est                                 | « PA00094044 »                                                   | Inscrit                                                          | 1927                                                             | Église Notre-Dame-de-l'Assomption |
| Chapelle du château de Roquelaure                         | Lassouts                      | Roquelaure                                                       | 44° 29′ 34″ nord, 2° 49′ 20″ est                                 | « PA00094045 »                                                   | Classé                                                           | 1981                                                             | Chapelle du château de Roquelaure |
| Église Saint-Jacques                                      | Lassouts                      |                                                                  | 44° 29′ 14″ nord, 2° 51′ 48″ est                                 | « PA00094046 »                                                   | Classé                                                           | 1927                                                             | Église Saint-Jacques |
| Monastère Notre-Dame d'Orient                             | Laval-Roquecezière            |                                                                  | 43° 51′ 13″ nord, 2° 37′ 35″ est                                 | « PA00094047 »                                                   | Inscrit                                                          | 1978                                                             | Monastère Notre-Dame d'Orient |
| Église Saint-Hippolyte                                    | Lavernhe                      |                                                                  | 44° 18′ 31″ nord, 3° 00′ 08″ est                                 | « PA00094048 »                                                   | Inscrit                                                          | 1928                                                             | Église Saint-Hippolyte |
| Église Saint-Grégoire                                     | Lavernhe                      | Saint-Grégoire                                                   | 44° 19′ 23″ nord, 3° 00′ 45″ est                                 | « PA00094049 »                                                   | Classé                                                           | 1929                                                             | Église Saint-Grégoire |
| Maisons de la Roque-Bouillac                              | Livinhac-le-Haut              | rue Camille-Manheric                                             | 44° 35′ 01″ nord, 2° 11′ 14″ est                                 | « PA12000071 »                                                   | Inscrit                                                          | 2015                                                             | Image manquante Téléverser |
| Dolmen de Cayssac 1                                       | La Loubière                   | Cayssac                                                          | 44° 24′ 09″ nord, 2° 39′ 45″ est                                 | « PA00094050 »                                                   | Classé                                                           | 1989                                                             | Dolmen de Cayssac 1 |
| Fontaine de Cayssac                                       | La Loubière                   |                                                                  | 44° 24′ 00″ nord, 2° 39′ 45″ est                                 | « PA00094051 »                                                   | Inscrit                                                          | 1933                                                             | Fontaine de Cayssac |
| Château de Planèzes                                       | Luc-la-Primaube               |                                                                  | 44° 17′ 44″ nord, 2° 32′ 16″ est                                 | « PA00094242 »                                                   | Inscrit                                                          | 1991                                                             | Château de Planèzes |
| Église Saint-Jean-Baptiste                                | Lunac                         |                                                                  | 44° 14′ 07″ nord, 2° 06′ 48″ est                                 | « PA00094052 »                                                   | Inscrit                                                          | 1937                                                             | Église Saint-Jean-Baptiste |
| Halle-oratoire de Naves                                   | Manhac                        |                                                                  | 44° 15′ 33″ nord, 2° 29′ 12″ est                                 | « PA12000034 »                                                   | Inscrit                                                          | 2004                                                             | Halle-oratoire de Naves |
| Manoir de Curlande                                        | Marcillac-Vallon              |                                                                  | 44° 29′ 08″ nord, 2° 29′ 13″ est                                 | « PA12000022 »                                                   | Inscrit                                                          | 2001                                                             | Image manquante Téléverser |
| Chapelle Notre-Dame                                       | Marcillac-Vallon              |                                                                  | 44° 28′ 49″ nord, 2° 27′ 28″ est                                 | « PA00094053 »                                                   | Inscrit                                                          | 1988                                                             | Chapelle Notre-Dame |
| Abbaye de Loc-Dieu                                        | Martiel                       |                                                                  | 44° 20′ 23″ nord, 1° 55′ 52″ est                                 | « PA00094054 »                                                   | Classé                                                           | 1989                                                             | Abbaye de Loc-Dieu |
| Dolmen du Bois de Galtier                                 | Martiel                       |                                                                  | 44° 24′ 31″ nord, 1° 54′ 18″ est                                 | « PA00094056 »                                                   | Classé                                                           | 1889                                                             | Dolmen du Bois de Galtier |
| Dolmen du Devès n°2                                       | Martiel                       | Le Devès                                                         | 44° 25′ 02″ nord, 1° 54′ 44″ est                                 | « PA00094055 »                                                   | Classé                                                           | 1978                                                             | Image manquante Téléverser |
| Dolmen de Marie-Gaillard                                  | Martiel                       |                                                                  | 44° 24′ 36″ nord, 1° 52′ 39″ est                                 | « PA00094057 »                                                   | Classé                                                           | 1978                                                             | Dolmen de Marie-Gaillard |
| Église Notre-Dame-de-Septembre                            | Martrin                       |                                                                  | 43° 56′ 19″ nord, 2° 37′ 09″ est                                 | « PA00094058 »                                                   | Inscrit                                                          | 1927                                                             | Église Notre-Dame-de-Septembre |
| Grange monastique de Ruffepeyre                           | Mayran                        | Ruffepeyre                                                       | 44° 23′ 49″ nord, 2° 22′ 52″ est                                 | « PA12000025 »                                                   | Inscrit                                                          | 2002                                                             | Grange monastique de Ruffepeyre |
| Beffroi                                                   | Millau                        |                                                                  | 44° 05′ 53″ nord, 3° 04′ 44″ est                                 | « PA00094066 »                                                   | Classé                                                           | 1931                                                             | Beffroi |
| Dolmen de Saint-Martin-du-Larzac 3                        | Millau                        |                                                                  | 44° 04′ 36″ nord, 3° 10′ 05″ est                                 | « PA12000015 »                                                   | Inscrit                                                          | 1998                                                             | Dolmen de Saint-Martin-du-Larzac 3 |
| Église Notre-Dame                                         | Millau                        | Place Maréchal Foch                                              | 44° 05′ 53″ nord, 3° 04′ 53″ est                                 | « PA00094059 »                                                   | Classé                                                           | 1945                                                             | Église Notre-Dame |
| Halle                                                     | Millau                        | Place des Halles                                                 | 44° 05′ 54″ nord, 3° 04′ 46″ est                                 | « PA00094061 »                                                   | Inscrit                                                          | 1978                                                             | Halle |
| Hôtel de Galy                                             | Millau                        | Place Emma-Calvé Rue Droite                                      | 44° 05′ 52″ nord, 3° 04′ 44″ est                                 | « PA00094062 »                                                   | Inscrit                                                          | 1978                                                             | Hôtel de Galy |
| Hôtel de Sambucy                                          | Millau                        | 20-24, boulevard de l'Ayrolle                                    | 44° 05′ 52″ nord, 3° 04′ 34″ est                                 | « PA00094063 »                                                   | Inscrit Classé                                                   | 1992 1995                                                        | Hôtel de Sambucy |
| Hôtel de Sambucy de Miers                                 | Millau                        | 3, rue Saint-Antoine                                             | 44° 05′ 50″ nord, 3° 04′ 52″ est                                 | « PA12000017 »                                                   | Inscrit                                                          | 1999                                                             | Hôtel de Sambucy de Miers |
| Lavoir de l'Ayrolle                                       | Millau                        |                                                                  | 44° 05′ 47″ nord, 3° 04′ 35″ est                                 | « PA00094064 »                                                   | Classé                                                           | 1931                                                             | Lavoir de l'Ayrolle |
| Maison Marquès-Verdier                                    | Millau                        | 31, avenue Jean-Jaurès                                           | 44° 06′ 09″ nord, 3° 04′ 45″ est                                 | « PA12000051 »                                                   | Inscrit                                                          | 2013                                                             | Maison Marquès-Verdier |
| Moulin du Pont Vieux                                      | Millau                        |                                                                  | 44° 05′ 36″ nord, 3° 04′ 31″ est                                 | « PA12000061 »                                                   | Inscrit                                                          | 2016                                                             | Moulin du Pont Vieux |
| Pont Vieux                                                | Millau                        |                                                                  | 44° 05′ 37″ nord, 3° 04′ 30″ est                                 | « PA00094065 »                                                   | Classé                                                           | 1934                                                             | Pont Vieux |
| Site archéologique de la Graufesenque                     | Millau                        |                                                                  | 44° 05′ 47″ nord, 3° 05′ 34″ est                                 | « PA00094060 »                                                   | Inscrit Classé                                                   | 1951 1995                                                        | Site archéologique de la Graufesenque |
| Temple protestant                                         | Millau                        |                                                                  | 44° 05′ 49″ nord, 3° 04′ 46″ est                                 | « PA12000070 »                                                   | Inscrit                                                          | 2015                                                             | Temple protestant |
| Abbaye                                                    | Le Monastère                  |                                                                  | 44° 20′ 35″ nord, 2° 34′ 37″ est                                 | « PA12000052 »                                                   | Inscrit                                                          | 2014                                                             | Abbaye |
| Église Saint-Etienne et Saint-Blaise du Monastère         | Le Monastère                  |                                                                  | 44° 20′ 34″ nord, 2° 34′ 42″ est                                 | « PA12000053 »                                                   | Inscrit                                                          | 2014                                                             | Église Saint-Etienne et Saint-Blaise du Monastère                                                                                        |
| Mine d'argent de Cénomes                                  | Montagnol                     |                                                                  | 43° 48′ 23″ nord, 3° 01′ 24″ est                                 | « PA12000069 »                                                   | Classé                                                           | 2015                                                             | Image manquante Téléverser |
| Château de Montjaux                                       | Montjaux                      |                                                                  | 44° 06′ 07″ nord, 2° 53′ 56″ est                                 | « PA00094067 »                                                   | Inscrit                                                          | 1978                                                             | Château de Montjaux |
| Dolmen du Puech                                           | Montjaux                      | Concoules                                                        | 44° 04′ 39″ nord, 2° 53′ 45″ est                                 | « PA00094068 »                                                   | Classé                                                           | 1889                                                             | Image manquante Téléverser |
| Église Saint-Quirinus                                     | Montjaux                      |                                                                  | 44° 06′ 07″ nord, 2° 54′ 27″ est                                 | « PA00094069 »                                                   | Classé                                                           | 1909                                                             | Église Saint-Quirinus |
| Église Saint-Martin d'Ayguebonne                          | Montjaux                      |                                                                  | 44° 04′ 29″ nord, 2° 54′ 40″ est                                 | « PA12000054 »                                                   | Inscrit                                                          | 2014                                                             | Image manquante Téléverser |
| Maison Bermont                                            | Montjaux                      |                                                                  | 44° 06′ 09″ nord, 2° 54′ 20″ est                                 | « PA00094070 »                                                   | Inscrit                                                          | 1930                                                             | Maison Bermont |
| Château du Bousquet                                       | Montpeyroux                   |                                                                  | 44° 39′ 24″ nord, 2° 48′ 27″ est                                 | « PA00094071 »                                                   | Inscrit Classé                                                   | 1928 1978                                                        | Château du Bousquet |
| Château de Montrozier                                     | Montrozier                    |                                                                  | 44° 24′ 22″ nord, 2° 44′ 46″ est                                 | « PA00094072 »                                                   | Inscrit                                                          | 1976                                                             | Château de Montrozier |
| Pont sur l'Aveyron                                        | Montrozier                    | C.I.C. 59                                                        | 44° 24′ 20″ nord, 2° 44′ 40″ est                                 | « PA00094073 »                                                   | Inscrit                                                          | 1944                                                             | Pont sur l'Aveyron |
| Château de Mostuéjouls                                    | Mostuéjouls                   |                                                                  | 44° 12′ 14″ nord, 3° 11′ 02″ est                                 | « PA00094074 »                                                   | Inscrit                                                          | 1982                                                             | Image manquante Téléverser |
| Église Saint-Sauveur                                      | Mostuéjouls                   | Liaucous                                                         | 44° 12′ 09″ nord, 3° 11′ 40″ est                                 | « PA00094076 »                                                   | Classé                                                           | 1930                                                             | Église Saint-Sauveur |
| Église Notre-Dame-des-Champs ancienne église Saint-Pierre | Mostuéjouls                   |                                                                  | 44° 11′ 56″ nord, 3° 10′ 47″ est                                 | « PA00094075 »                                                   | Classé                                                           | 1930                                                             | Église Notre-Dame-des-Champsancienne église Saint-Pierre                                                                                 |
| Château de Falgous                                        | Mounes-Prohencoux             |                                                                  | 43° 47′ 56″ nord, 2° 50′ 32″ est                                 | « PA00132661 »                                                   | Inscrit                                                          | 1994                                                             | Château de Falgous |
| Château Mage et château de la Servairie                   | Mouret                        |                                                                  | 44° 31′ 06″ nord, 2° 30′ 48″ est                                 | « PA00125556 »                                                   | Classé                                                           | 1995                                                             | Château Mage et château de la Servairie                                                                                                  |
| Château de Venzac                                         | Mur-de-Barrez                 |                                                                  | 44° 52′ 02″ nord, 2° 39′ 51″ est                                 | « PA00094234 »                                                   | Inscrit                                                          | 1989                                                             | Château de Venzac |
| Église Saint-Martin                                       | Mur-de-Barrez                 | Brommes                                                          | 44° 53′ 02″ nord, 2° 40′ 19″ est                                 | « PA00094078 »                                                   | Classé                                                           | 1930                                                             | Église Saint-Martin |
| Église Saint-Thomas-de-Cantorbéry                         | Mur-de-Barrez                 | rue de l'église                                                  | 44° 50′ 41″ nord, 2° 39′ 38″ est                                 | « PA00094077 »                                                   | Classé                                                           | 1932                                                             | Église Saint-Thomas-de-Cantorbéry |
| Maison Renaissance Mairie                                 | Mur-de-Barrez                 | Grande-Rue                                                       | 44° 50′ 41″ nord, 2° 39′ 37″ est                                 | « PA00094079 »                                                   | Inscrit                                                          | 1929                                                             | Maison RenaissanceMairie |
| Porte de ville Tour de Monaco                             | Mur-de-Barrez                 |                                                                  | 44° 50′ 38″ nord, 2° 39′ 37″ est                                 | « PA00094080 »                                                   | Classé                                                           | 1913                                                             | Porte de villeTour de Monaco |
| Monument aux morts de Mur-de-Barrez                       | Mur-de-Barrez                 |                                                                  | 44° 50′ 25″ nord, 2° 39′ 37″ est                                 | « PA12000067 »                                                   | Inscrit                                                          | 2018                                                             | Monument aux morts de Mur-de-Barrez |
| Dolmen de la Vitarelle 3                                  | Muret-le-Château              |                                                                  | 44° 28′ 49″ nord, 2° 33′ 40″ est                                 | « PA12000016 »                                                   | Inscrit                                                          | 1998                                                             | Image manquante Téléverser |
| Château de Najac                                          | Najac                         | Rue du Château                                                   | 44° 13′ 06″ nord, 1° 58′ 24″ est                                 | « PA00094081 »                                                   | Classé                                                           | 1925                                                             | Château de Najac |
| Église Saint-Jean                                         | Najac                         | Rue de l'Église                                                  | 44° 13′ 03″ nord, 1° 58′ 15″ est                                 | « PA00094082 »                                                   | Classé                                                           | 1924                                                             | Église Saint-Jean |
| Fontaine                                                  | Najac                         | 15, rue du Bourguet                                              | 44° 13′ 11″ nord, 1° 58′ 41″ est                                 | « PA00094083 »                                                   | Classé                                                           | 1910                                                             | Fontaine |
| Maison du Sénéchal                                        | Najac                         | 13, rue Haute                                                    | 44° 13′ 07″ nord, 1° 58′ 30″ est                                 | « PA00094084 »                                                   | Inscrit                                                          | 1979                                                             | Maison du Sénéchal |
| Pont Saint-Blaise                                         | Najac                         | Saint-Blaise                                                     | 44° 12′ 58″ nord, 1° 57′ 41″ est                                 | « PA00094085 »                                                   | Classé                                                           | 1987                                                             | Pont Saint-Blaise |
| Porte de ville                                            | Najac                         | 2, rue de l'Église                                               | 44° 13′ 04″ nord, 1° 58′ 20″ est                                 | « PA00094086 »                                                   | Inscrit                                                          | 1928                                                             | Porte de ville |
| Chapelle de Saint-Martin-du-Vican                         | Nant                          |                                                                  | 44° 01′ 06″ nord, 3° 17′ 32″ est                                 | « PA00094087 »                                                   | Inscrit                                                          | 1936                                                             | Chapelle de Saint-Martin-du-Vican |
| Église Sainte-Marie-des-Cuns                              | Nant                          | Les Cuns                                                         | 44° 02′ 16″ nord, 3° 17′ 26″ est                                 | « PA00094088 »                                                   | Classé                                                           | 1942                                                             | Église Sainte-Marie-des-Cuns |
| Église Saint-Michel                                       | Nant                          | Saint-Michel                                                     | 44° 00′ 39″ nord, 3° 19′ 20″ est                                 | « PA12000042 »                                                   | Inscrit                                                          | 2007                                                             | Église Saint-Michel |
| Église Saint-Pierre                                       | Nant                          | rue Saint-Pierre                                                 | 44° 01′ 18″ nord, 3° 18′ 05″ est                                 | « PA00094089 »                                                   | Classé                                                           | 1862                                                             | Église Saint-Pierre |
| Halles                                                    | Nant                          |                                                                  | 44° 01′ 22″ nord, 3° 18′ 04″ est                                 | « PA00094090 »                                                   | Inscrit                                                          | 1944                                                             | Halles |
| Hôtel de ville                                            | Nant                          | 1 place du Claux                                                 | 44° 01′ 22″ nord, 3° 18′ 05″ est                                 | « PA12000043 »                                                   | Inscrit                                                          | 2007                                                             | Hôtel de ville |
| Pont sur la Dourbie Pont de la Prade                      | Nant                          |                                                                  | 44° 01′ 23″ nord, 3° 18′ 16″ est                                 | « PA00094091 »                                                   | Inscrit                                                          | 1944                                                             | Pont sur la DourbiePont de la Prade |
| Porte des anglais                                         | Naucelle                      | Entrée de la V.C. 11                                             | 44° 11′ 53″ nord, 2° 20′ 26″ est                                 | « PA00094092 »                                                   | Inscrit                                                          | 1978                                                             | Porte des anglais |
| Château de Marinesque                                     | Naussac                       |                                                                  | 44° 29′ 52″ nord, 2° 05′ 41″ est                                 | « PA00094093 »                                                   | Inscrit                                                          | 1973                                                             | Château de Marinesque |
| Croix de chemin                                           | Olemps                        | Entrée du village, côté sud                                      | 44° 20′ 47,96″ nord, 2° 33′ 10,89″ est                           | « PA00094094 »                                                   | Classé                                                           | 1910                                                             | Croix de chemin |
| Château de Canac                                          | Onet-le-Château               | Canac                                                            | 44° 21′ 52″ nord, 2° 34′ 45″ est                                 | « PA00094235 »                                                   | Inscrit Classé                                                   | 1990 1991                                                        | Château de Canac |
| Château d'Onet-le-Château et église                       | Onet-le-Château               | Onet-Village                                                     | 44° 23′ 27″ nord, 2° 32′ 20″ est                                 | « PA00094095 »                                                   | Inscrit                                                          | 1977                                                             | Château d'Onet-le-Château et église |
| Église Saint-Joseph-l'Artisan                             | Onet-le-Château               | Avenue des Lilas                                                 | 44° 21′ 53″ nord, 2° 35′ 26″ est                                 | « PA12000035 »                                                   | Inscrit                                                          | 2005                                                             | Église Saint-Joseph-l'Artisan |
| Dolmen de Luc 1                                           | Palmas d'Aveyron              | Palmas                                                           | 44° 24′ 56″ nord, 2° 49′ 41″ est                                 | « PA00132662 »                                                   | Inscrit                                                          | 1994                                                             | Image manquante Téléverser |
| Église Saint-Laurent                                      | Palmas d'Aveyron              | Cruéjouls                                                        | 44° 26′ 39″ nord, 2° 51′ 19″ est                                 | « PA00094011 »                                                   | Inscrit                                                          | 1928                                                             | Église Saint-Laurent |
| Église Saint-Vincent                                      | Palmas d'Aveyron              | Palmas                                                           | 44° 23′ 41″ nord, 2° 50′ 29″ est                                 | « PA00094096 »                                                   | Inscrit                                                          | 1927                                                             | Église Saint-Vincent |
| Château de Triadou                                        | Peyreleau                     |                                                                  | 44° 11′ 17″ nord, 3° 12′ 23″ est                                 | « PA00094097 »                                                   | Inscrit                                                          | 1944 2015                                                        | Château de Triadou |
| Château Inférieur                                         | Peyrusse-le-Roc               |                                                                  | 44° 29′ 54″ nord, 2° 08′ 20″ est                                 | « PA00094250 »                                                   | Inscrit                                                          | 1995                                                             | Château Inférieur |
| Château de la Caze                                        | Peyrusse-le-Roc               |                                                                  | 44° 28′ 49″ nord, 2° 07′ 32″ est                                 | « PA12000068 »                                                   | Inscrit                                                          | 2018                                                             | Château de la Caze |
| Église Notre-Dame-de-Laval                                | Peyrusse-le-Roc               |                                                                  | 44° 29′ 54″ nord, 2° 08′ 18″ est                                 | « PA00094251 »                                                   | Classé                                                           | 1995                                                             | Église Notre-Dame-de-Laval |
| Hôpital des Anglais                                       | Peyrusse-le-Roc               |                                                                  | 44° 29′ 56″ nord, 2° 08′ 18″ est                                 | « PA00094252 »                                                   | Inscrit                                                          | 1992                                                             | Hôpital des Anglais |
| Marché couvert                                            | Peyrusse-le-Roc               |                                                                  | 44° 29′ 52″ nord, 2° 08′ 17″ est                                 | « PA00094253 »                                                   | Inscrit                                                          | 1992                                                             | Marché couvert |
| Porte de la Barbacane                                     | Peyrusse-le-Roc               |                                                                  | 44° 29′ 47″ nord, 2° 08′ 23″ est                                 | « PA00094254 »                                                   | Inscrit                                                          | 1993                                                             | Porte de la Barbacane |
| Synagogue                                                 | Peyrusse-le-Roc               |                                                                  | 44° 29′ 55″ nord, 2° 08′ 19″ est                                 | « PA00094255 »                                                   | Inscrit                                                          | 1992                                                             | Synagogue |
| Château de Galinières                                     | Pierrefiche                   |                                                                  | 44° 25′ 23″ nord, 2° 54′ 06″ est                                 | « PA00094099 »                                                   | Inscrit Classé                                                   | 1928 1988                                                        | Château de Galinières |
| Église Saint-Pierre                                       | Pierrefiche                   |                                                                  | 44° 26′ 39″ nord, 2° 56′ 52″ est                                 | « PA00094098 »                                                   | Inscrit                                                          | 1928                                                             | Église Saint-Pierre |
| Croix                                                     | Plaisance                     | Rue de l'Église                                                  | 43° 55′ 34″ nord, 2° 32′ 49″ est                                 | « PA00094100 »                                                   | Classé                                                           | 1929                                                             | Croix |
| Église Saint Martin                                       | Plaisance                     |                                                                  | 43° 55′ 34″ nord, 2° 32′ 50″ est                                 | « PA00094101 »                                                   | Classé                                                           | 1929                                                             | Église Saint Martin |
| Église du Poujol de Camboulas                             | Pont-de-Salars                | Camboulas                                                        | 44° 16′ 30″ nord, 2° 40′ 42″ est                                 | « PA00094102 »                                                   | Inscrit                                                          | 1987                                                             | Église du Poujol de Camboulas |
| Pont de Saint-Georges de Camboulas                        | Pont-de-Salars                |                                                                  | 44° 16′ 14″ nord, 2° 42′ 00″ est                                 | « PA00094103 »                                                   | Inscrit                                                          | 1978                                                             | Pont de Saint-Georges de Camboulas |
| Fontaine                                                  | Pousthomy                     | Rue de la Fontaine                                               | 43° 51′ 29″ nord, 2° 36′ 41″ est                                 | « PA00094104 »                                                   | Inscrit                                                          | 1983                                                             | Image manquante Téléverser |
| Église Saint-Laurent                                      | Prades-d'Aubrac               |                                                                  | 44° 32′ 00″ nord, 2° 56′ 20″ est                                 | « PA00094105 »                                                   | Classé                                                           | 1929                                                             | Église Saint-Laurent |
| Chapelle Saint-Clair                                      | Quins                         | Verdun                                                           | 44° 14′ 23″ nord, 2° 22′ 22″ est                                 | « PA12000018 »                                                   | Inscrit                                                          | 1999                                                             | Chapelle Saint-Clair |
| Château du Méjanel                                        | Recoules-Prévinquières        | Le Méjanel                                                       | 44° 19′ 11″ nord, 2° 58′ 12″ est                                 | « PA00094246 »                                                   | Inscrit                                                          | 1991                                                             | Château du Méjanel |
| Château de Recoules                                       | Recoules-Prévinquières        | Recoules                                                         | 44° 20′ 23″ nord, 2° 58′ 07″ est                                 | « PA12000023 »                                                   | Inscrit                                                          | 2001                                                             | Château de Recoules |
| Église Saint-Martial                                      | Rieupeyroux                   | rue Saint-Martial                                                | 44° 18′ 26″ nord, 2° 14′ 07″ est                                 | « PA00094106 »                                                   | Classé                                                           | 1923                                                             | Église Saint-Martial |
| Château de Peyrelade                                      | Rivière-sur-Tarn              |                                                                  | 44° 11′ 41″ nord, 3° 08′ 53″ est                                 | « PA12000012 »                                                   | Inscrit                                                          | 1998                                                             | Château de Peyrelade |
| Château de Dalmayrac                                      | Rodelle                       |                                                                  | 44° 27′ 08″ nord, 2° 36′ 24″ est                                 | « PA00125557 »                                                   | Inscrit                                                          | 1993                                                             | Château de Dalmayrac |
| Dolmen du Roc de la Françoune                             | Rodelle                       |                                                                  | 44° 27′ 49″ nord, 2° 37′ 55″ est                                 | « PA00132663 »                                                   | Inscrit                                                          | 1994                                                             | Dolmen du Roc de la Françoune |
| Église de Lagnac                                          | Rodelle                       | Lagnac                                                           | 44° 29′ 23″ nord, 2° 36′ 40″ est                                 | « PA00094107 »                                                   | Inscrit                                                          | 1983                                                             | Église de Lagnac |
| Église Saint-Michel                                       | Rodelle                       |                                                                  | 44° 29′ 26″ nord, 2° 37′ 36″ est                                 | « PA00094236 »                                                   | Classé                                                           | 1991                                                             | Église Saint-Michel |
|                                                           | Rodez                         | Voir liste des monuments historiques de Rodez                    | Voir liste des monuments historiques de Rodez                    | Voir liste des monuments historiques de Rodez                    | Voir liste des monuments historiques de Rodez                    | Voir liste des monuments historiques de Rodez                    | Voir liste des monuments historiques de Rodez                                                                                            |
| Église Notre-Dame-des-Treilles de Saint-Véran             | La Roque-Sainte-Marguerite    |                                                                  | 44° 07′ 30″ nord, 3° 13′ 22″ est                                 | « PA00094134 »                                                   | Inscrit                                                          | 1927                                                             | Église Notre-Dame-des-Treilles de Saint-Véran                                                                                            |
| Château de Mas Rougier                                    | Saint-Affrique                |                                                                  | 44° 00′ 02″ nord, 2° 56′ 41″ est                                 | « PA00094135 »                                                   | Inscrit                                                          | 1979                                                             | Château de Mas Rougier |
| Dolmen de Tièrgues                                        | Saint-Affrique                |                                                                  | 43° 59′ 50″ nord, 2° 55′ 30″ est                                 | « PA00094136 »                                                   | Classé                                                           | 1889                                                             | Dolmen de Tièrgues |
| Pont Vieux                                                | Saint-Affrique                |                                                                  | 43° 57′ 25″ nord, 2° 53′ 08″ est                                 | « PA00094137 »                                                   | Classé                                                           | 1886                                                             | Pont Vieux |
| Pressoir de Savignac                                      | Saint-Affrique                | Savignac                                                         | 43° 58′ 08″ nord, 2° 49′ 37″ est                                 | « PA00094138 »                                                   | Inscrit                                                          | 1980                                                             | Image manquante Téléverser |
| Château de Saint-Beauzély                                 | Saint-Beauzély                |                                                                  | 44° 09′ 51″ nord, 2° 57′ 28″ est                                 | « PA12000013 »                                                   | Inscrit                                                          | 1998                                                             | Château de Saint-Beauzély |
| Ancienne église Saint-Jacques de Salsac                   | Saint-Beauzély                | Salsac                                                           | 44° 10′ 36″ nord, 2° 58′ 34″ est                                 | « PA00135445 »                                                   | Inscrit                                                          | 1995                                                             | Image manquante Téléverser |
| Prieuré de Comberoumal                                    | Saint-Beauzély                |                                                                  | 44° 10′ 02″ nord, 2° 56′ 33″ est                                 | « PA00094139 »                                                   | Inscrit                                                          | 1929                                                             | Prieuré de Comberoumal |
| Sanctuaires des Basiols                                   | Saint-Beauzély                |                                                                  | 44° 10′ 46″ nord, 2° 54′ 57″ est                                 | « PA00094259 »                                                   | Inscrit                                                          | 1992                                                             | Sanctuaires des Basiols |
| Église Notre-Dame-des-Pauvres                             | Saint-Chély-d'Aubrac          | Aubrac                                                           | 44° 37′ 20″ nord, 2° 59′ 14″ est                                 | « PA00094140 »                                                   | Classé                                                           | 1925                                                             | Église Notre-Dame-des-Pauvres |
| Pont des Pèlerins                                         | Saint-Chély-d'Aubrac          |                                                                  | 44° 35′ 20″ nord, 2° 55′ 18″ est                                 | « PA12000036 »                                                   | Inscrit                                                          | 2005                                                             | Pont des Pèlerins |
| Tour de Bonnefon                                          | Saint-Chély-d'Aubrac          | Bonnefon                                                         | 44° 34′ 10″ nord, 2° 56′ 28″ est                                 | « PA00094141 »                                                   | Inscrit                                                          | 1979                                                             | Tour de Bonnefon |
| Église Saint-Côme-et-Saint-Damien                         | Saint-Côme-d'Olt              |                                                                  | 44° 30′ 54″ nord, 2° 48′ 55″ est                                 | « PA00094142 »                                                   | Inscrit                                                          | 1927                                                             | Église Saint-Côme-et-Saint-Damien |
| Église Saint-Pierre                                       | Saint-Côme-d'Olt              |                                                                  | 44° 31′ 00″ nord, 2° 48′ 56″ est                                 | « PA00094241 »                                                   | Inscrit Classé                                                   | 1991 1995                                                        | Église Saint-Pierre |
| Hôtel de ville                                            | Saint-Côme-d'Olt              |                                                                  | 44° 30′ 55″ nord, 2° 48′ 54″ est                                 | « PA12000019 »                                                   | Inscrit                                                          | 1999                                                             | Hôtel de ville |
| Portail de Levignac                                       | Saint-Côme-d'Olt              |                                                                  | 44° 30′ 49″ nord, 2° 47′ 56″ est                                 | « PA00094143 »                                                   | Inscrit                                                          | 1950                                                             | Portail de Levignac |
| Croix de cimetière                                        | Saint-Cyprien-sur-Dourdou     | Saint-Julien-de-Malmont                                          | 44° 31′ 21″ nord, 2° 22′ 51″ est                                 | « PA00094145 »                                                   | Classé                                                           | 1958                                                             | Croix de cimetière |
| Église de Sainte-Croix                                    | Sainte-Croix                  |                                                                  | 44° 25′ 35″ nord, 1° 58′ 00″ est                                 | « PA00094144 »                                                   | Classé                                                           | 1931                                                             | Église de Sainte-Croix |
| Château des Templiers                                     | Sainte-Eulalie-de-Cernon      |                                                                  | 43° 58′ 56″ nord, 3° 08′ 07″ est                                 | « PA00094146 »                                                   | Classé Inscrit                                                   | 1976 2003                                                        | Château des Templiers |
| Église Sainte-Eulalie                                     | Sainte-Eulalie-de-Cernon      |                                                                  | 43° 58′ 57″ nord, 3° 08′ 06″ est                                 | « PA00094147 »                                                   | Inscrit                                                          | 1927                                                             | Église Sainte-Eulalie |
| Château de Sainte-Eulalie-d'Olt                           | Sainte-Eulalie-d'Olt          |                                                                  | 44° 27′ 51″ nord, 2° 56′ 46″ est                                 | « PA00094148 »                                                   | Inscrit                                                          | 1976                                                             | Château de Sainte-Eulalie-d'Olt |
| Église Sainte-Eulalie                                     | Sainte-Eulalie-d'Olt          |                                                                  | 44° 27′ 53″ nord, 2° 56′ 47″ est                                 | « PA00094149 »                                                   | Classé                                                           | 1923                                                             | Église Sainte-Eulalie |
| Calvaire                                                  | Sainte-Geneviève-sur-Argence  | Orlhaguet, près de l'église                                      | 44° 48′ 57″ nord, 2° 45′ 15″ est                                 | « PA00094151 »                                                   | Inscrit                                                          | 1927                                                             | Calvaire |
| Chapelle de Mels                                          | Sainte-Geneviève-sur-Argence  | Mels                                                             | 44° 48′ 40″ nord, 2° 43′ 42″ est                                 | « PA00094152 »                                                   | Inscrit                                                          | 1928                                                             | Chapelle de Mels |
| Croix                                                     | Sainte-Geneviève-sur-Argence  | Orlhaguet, près du pont                                          | 44° 48′ 50″ nord, 2° 45′ 12″ est                                 | « PA00094153 »                                                   | Inscrit                                                          | 1927                                                             | Croix |
| Église fortifiée                                          | Sainte-Radegonde              | Inières                                                          | 44° 18′ 27″ nord, 2° 39′ 19″ est                                 | « PA00094162 »                                                   | Classé                                                           | 1921                                                             | Église fortifiée |
| Église Sainte-Radegonde                                   | Sainte-Radegonde              |                                                                  | 44° 20′ 12″ nord, 2° 37′ 37″ est                                 | « PA00094161 »                                                   | Classé                                                           | 1925                                                             | Église Sainte-Radegonde |
| Maison Yence                                              | Sainte-Radegonde              |                                                                  | 44° 20′ 13″ nord, 2° 37′ 39″ est                                 | « PA00094163 »                                                   | Inscrit                                                          | 1978                                                             | Maison Yence |
| Monument à la Résistance, la butte de tir et sa tranchée  | Sainte-Radegonde              | Arsaguet                                                         | 44° 20′ 59″ nord, 2° 37′ 20″ est                                 | « PA12000063 »                                                   | Inscrit                                                          | 2017                                                             | Image manquante Téléverser |
| Pont sur la Sorgues                                       | Saint-Félix-de-Sorgues        | C.I.C. 16                                                        | 43° 52′ 54″ nord, 2° 59′ 08″ est                                 | « PA00094150 »                                                   | Inscrit                                                          | 1944                                                             | Pont sur la Sorgues |
| Couvent des Pénitents                                     | Saint-Geniez-d'Olt            |                                                                  | 44° 27′ 57″ nord, 2° 58′ 23″ est                                 | « PA00094154 »                                                   | Inscrit Classé                                                   | 1926 1931                                                        | Couvent des Pénitents |
| Église Saint-Geniez                                       | Saint-Geniez-d'Olt            |                                                                  | 44° 28′ 01″ nord, 2° 58′ 15″ est                                 | « PA00094155 »                                                   | Classé Inscrit                                                   | 1931 1990                                                        | Église Saint-Geniez |
| Hospice                                                   | Saint-Geniez-d'Olt            |                                                                  | 44° 27′ 54″ nord, 2° 58′ 19″ est                                 | « PA00094156 »                                                   | Classé                                                           | 1979                                                             | Hospice |
| Hôtel du Ravieux                                          | Saint-Geniez-d'Olt            | Rue du Ravieux                                                   | 44° 27′ 57″ nord, 2° 58′ 17″ est                                 | « PA00094157 »                                                   | Classé                                                           | 1979                                                             | Hôtel du Ravieux |
| Hôtel de Ricard                                           | Saint-Geniez-d'Olt            | 7, rue Hygonnet                                                  | 44° 28′ 00″ nord, 2° 58′ 23″ est                                 | « PA12000001 »                                                   | Inscrit                                                          | 1996                                                             | Hôtel de Ricard |
| Chapelle de Luzençon                                      | Saint-Georges-de-Luzençon     |                                                                  | 44° 03′ 56″ nord, 2° 58′ 09″ est                                 | « PA12000002 »                                                   | Inscrit                                                          | 1996                                                             | Chapelle de Luzençon |
| Château de Saint-Geniez de Bertrand                       | Saint-Georges-de-Luzençon     | Saint-Geniez de Bertrand                                         | 44° 02′ 33″ nord, 3° 01′ 20″ est                                 | « PA00094158 »                                                   | Inscrit                                                          | 1978                                                             | Château de Saint-Geniez de Bertrand |
| Ferme fortifiée des Brouzes                               | Saint-Georges-de-Luzençon     | Brouzes                                                          | 44° 02′ 04″ nord, 3° 02′ 50″ est                                 | « PA00094159 »                                                   | Classé                                                           | 1990                                                             | Ferme fortifiée des Brouzes |
| Château de Saint-Izaire                                   | Saint-Izaire                  |                                                                  | 43° 58′ 31″ nord, 2° 43′ 10″ est                                 | « PA00094237 »                                                   | Classé                                                           | 1991                                                             | Château de Saint-Izaire |
| Château de la Vialette                                    | Saint-Jean-et-Saint-Paul      | La Vialette                                                      | 43° 56′ 02″ nord, 3° 04′ 50″ est                                 | « PA00094160 »                                                   | Inscrit                                                          | 1984                                                             | Image manquante Téléverser |
| Église Notre-Dame                                         | Saint-Laurent-d'Olt           |                                                                  | 44° 26′ 54″ nord, 3° 07′ 13″ est                                 | « PA12000045 »                                                   | Inscrit                                                          | 2008                                                             | Image manquante Téléverser |
| Dolmen de la Baldare                                      | Saint-Léons                   |                                                                  | 44° 13′ 00″ nord, 2° 58′ 22″ est                                 | « PA00132664 »                                                   | Inscrit                                                          | 1994                                                             | Image manquante Téléverser |
| Château de Mélac                                          | Saint-Rome-de-Cernon          |                                                                  | 44° 00′ 48″ nord, 2° 57′ 48″ est                                 | « PA00094256 »                                                   | Inscrit                                                          | 1992                                                             | Château de Mélac |
| Église Saint-Saturnin                                     | Saint-Saturnin-de-Lenne       |                                                                  | 44° 25′ 21″ nord, 3° 01′ 04″ est                                 | « PA00094164 »                                                   | Classé                                                           | 1924                                                             | Église Saint-Saturnin |
| Collégiale Saint-Sernin                                   | Saint-Sernin-sur-Rance        | place de l'Église                                                | 43° 52′ 57″ nord, 2° 36′ 09″ est                                 | « PA00094165 »                                                   | Classé                                                           | 1930                                                             | Collégiale Saint-Sernin |
| Hôtel de ville                                            | Saint-Sernin-sur-Rance        | Place de l'Église rue de la Trincade                             | 43° 52′ 57″ nord, 2° 36′ 08″ est                                 | « PA00094166 »                                                   | Classé                                                           | 1897                                                             | Hôtel de ville |
| Maison                                                    | Saint-Sernin-sur-Rance        | Place de l'Église                                                | 43° 52′ 58″ nord, 2° 36′ 09″ est                                 | « PA00094167 »                                                   | Inscrit                                                          | 1934                                                             | Maison |
| Maison Malaval                                            | Saint-Sernin-sur-Rance        | Rue du Pont-de-Lincou Rue du Fort                                | 43° 53′ 01″ nord, 2° 36′ 10″ est                                 | « PA12000026 »                                                   | Inscrit                                                          | 2003                                                             | Image manquante Téléverser |
| Église de Saint-Symphorien-de-Thénières                   | Saint-Symphorien-de-Thénières |                                                                  | 44° 44′ 13″ nord, 2° 43′ 43″ est                                 | « PA00094168 »                                                   | Inscrit                                                          | 1927                                                             | Église de Saint-Symphorien-de-Thénières                                                                                                  |
| Château de Larguiès                                       | Salles-Curan                  |                                                                  | 44° 11′ 37″ nord, 2° 48′ 02″ est                                 | « PA00094170 »                                                   | Inscrit                                                          | 1981                                                             | Image manquante Téléverser |
| Château de l'Évêque                                       | Salles-Curan                  | rue du Château                                                   | 44° 10′ 58″ nord, 2° 47′ 17″ est                                 | « PA00094169 »                                                   | Classé                                                           | 1928                                                             | Château de l'Évêque |
| Église Saint-Géraud                                       | Salles-Curan                  | place de l'Église                                                | 44° 10′ 58″ nord, 2° 47′ 13″ est                                 | « PA00094171 »                                                   | Inscrit                                                          | 1927                                                             | Église Saint-Géraud |
| Maison Grenier-des-Évêques                                | Salles-Curan                  | place de l'Église                                                | 44° 10′ 58″ nord, 2° 47′ 12″ est                                 | « PA00094172 »                                                   | Inscrit                                                          | 1928                                                             | MaisonGrenier-des-Évêques |
| Château du Colombier                                      | Salles-la-Source              | Mondalazac                                                       | 44° 29′ 16″ nord, 2° 31′ 47″ est                                 | « PA00135446 »                                                   | Inscrit                                                          | 1995                                                             | Château du Colombier |
| Château de Cougousse                                      | Salles-la-Source              | Cougousse                                                        | 44° 27′ 12″ nord, 2° 28′ 25″ est                                 | « PA00125559 »                                                   | Inscrit                                                          | 1993                                                             | Château de Cougousse |
| Château de la Garde                                       | Salles-la-Source              | Lagarde                                                          | 44° 27′ 41″ nord, 2° 34′ 04″ est                                 | « PA00094173 »                                                   | Inscrit                                                          | 1976                                                             | Château de la Garde |
| Croix                                                     | Salles-la-Source              |                                                                  | 44° 24′ 36″ nord, 2° 31′ 17″ est                                 | « PA00094174 »                                                   | Inscrit                                                          | 1947                                                             | Croix |
| Dolmen du Genevrier                                       | Salles-la-Source              |                                                                  | 44° 27′ 30″ nord, 2° 29′ 50″ est                                 | « PA00094176 »                                                   | Classé                                                           | 1889                                                             | Dolmen du Genevrier |
| Dolmen de Montaubert 1                                    | Salles-la-Source              |                                                                  | 44° 27′ 15″ nord, 2° 32′ 17″ est                                 | « PA00125558 »                                                   | Inscrit                                                          | 1993                                                             | Image manquante Téléverser |
| Dolmen de Pérignagol 1                                    | Salles-la-Source              |                                                                  | 44° 25′ 29″ nord, 2° 27′ 55″ est                                 | « PA00132665 »                                                   | Inscrit                                                          | 1994                                                             | Dolmen de Pérignagol 1 |
| Dolmen de Perignagol II                                   | Salles-la-Source              |                                                                  | 44° 25′ 45″ nord, 2° 28′ 00″ est                                 | « PA12000008 »                                                   | Inscrit                                                          | 1997                                                             | Image manquante Téléverser |
| Dolmen de Saint-Antonin                                   | Salles-la-Source              |                                                                  | 44° 28′ 30″ nord, 2° 32′ 11″ est                                 | « PA00094175 »                                                   | Classé                                                           | 1989                                                             | Dolmen de Saint-Antonin |
| Dolmen des Vézinies 3                                     | Salles-la-Source              |                                                                  | 44° 26′ 07″ nord, 2° 31′ 30″ est                                 | « PA12000009 »                                                   | Inscrit                                                          | 1997                                                             | Dolmen des Vézinies 3 |
| Église Saint-Amans                                        | Salles-la-Source              | Cadayrac                                                         | 44° 27′ 53″ nord, 2° 33′ 25″ est                                 | « PA12000032 »                                                   | Inscrit                                                          | 2004                                                             | Église Saint-Amans |
| Église Saint-Austremoine                                  | Salles-la-Source              | Saint-Austremoine                                                | 44° 26′ 58″ nord, 2° 29′ 37″ est                                 | « PA00094178 »                                                   | Classé                                                           | 1942                                                             | Église Saint-Austremoine |
| Église Saint-Paul                                         | Salles-la-Source              | Le Bourg                                                         | 44° 26′ 08″ nord, 2° 30′ 41″ est                                 | « PA00094177 »                                                   | Classé                                                           | 1937                                                             | Église Saint-Paul |
| Église de Souyris                                         | Salles-la-Source              | Souyri                                                           | 44° 24′ 37″ nord, 2° 31′ 17″ est                                 | « PA00094179 »                                                   | Inscrit                                                          | 1944                                                             | Église de Souyris |
| Tour de la Vayssière                                      | Salles-la-Source              |                                                                  | 44° 27′ 25″ nord, 2° 34′ 42″ est                                 | « PA12000062 »                                                   | Inscrit                                                          | 2016                                                             | Image manquante Téléverser |
| Maison                                                    | Salles-la-Source              | Saint-Austremoine                                                | 44° 26′ 57″ nord, 2° 29′ 17″ est                                 | « PA00094180 »                                                   | Inscrit                                                          | 1947                                                             | Maison |
| Vestiges du théâtre antique de Cadayrac                   | Salles-la-Source              |                                                                  | 44° 26′ 47″ nord, 2° 33′ 17″ est                                 | « PA12000072 »                                                   | Inscrit                                                          | 2015                                                             | Image manquante Téléverser |
| Château de Salvagnac-Cajarc                               | Salvagnac-Cajarc              |                                                                  | 44° 28′ 31″ nord, 1° 50′ 50″ est                                 | « PA00094240 »                                                   | Inscrit Classé                                                   | 1991 1994                                                        | Château de Salvagnac-Cajarc |
| Château de Sanvensa                                       | Sanvensa                      |                                                                  | 44° 17′ 34″ nord, 2° 02′ 43″ est                                 | « PA00094181 »                                                   | Inscrit                                                          | 1967                                                             | Château de Sanvensa |
| Église Saint-Christophe                                   | Sauveterre-de-Rouergue        |                                                                  | 44° 13′ 12″ nord, 2° 19′ 08″ est                                 | « PA12000020 »                                                   | Inscrit                                                          | 1999                                                             | Église Saint-Christophe |
| Château de la Pèze                                        | Savignac                      |                                                                  | 44° 22′ 17″ nord, 1° 58′ 26″ est                                 | « PA00132666 »                                                   | Inscrit                                                          | 1994                                                             | Château de la Pèze |
| Gisement préhistorique du Rescoundudou                    | Sébazac-Concourès             |                                                                  | 44° 25′ 01″ nord, 2° 34′ 25″ est                                 | « PA00125560 »                                                   | Inscrit                                                          | 1993                                                             | Image manquante Téléverser |
| Pont d'Estaing                                            | Sébrazac                      |                                                                  | 44° 33′ 11″ nord, 2° 40′ 19″ est                                 | « PA12000038 »                                                   | Inscrit                                                          | 2005                                                             | Pont d'Estaing |
| Croix                                                     | Ségur                         | Cimetière de Saint-Étienne-de-Viauresque                         | 44° 17′ 16″ nord, 2° 52′ 22″ est                                 | « PA00094182 »                                                   | Classé                                                           | 1979                                                             | Image manquante Téléverser |
| Église Saint-Agnan                                        | Ségur                         | Saint-Agnan                                                      | 44° 18′ 32″ nord, 2° 50′ 15″ est                                 | « PA00094183 »                                                   | Classé                                                           | 1979                                                             | Église Saint-Agnan |
| Église Saint-Étienne                                      | Ségur                         | Saint-Étienne-de-Viauresque                                      | 44° 17′ 17″ nord, 2° 52′ 21″ est                                 | « PA00094184 »                                                   | Classé                                                           | 1979                                                             | Église Saint-Étienne |
| Château de Montarnal                                      | Sénergues                     | Montarnal                                                        | 44° 38′ 46″ nord, 2° 26′ 46″ est                                 | « PA00135447 »                                                   | Classé                                                           | 1997                                                             | Château de Montarnal |
| Château de Sénergues                                      | Sénergues                     |                                                                  | 44° 36′ 20″ nord, 2° 29′ 09″ est                                 | « PA00094185 »                                                   | Inscrit                                                          | 1979                                                             | Château de Sénergues |
| Château d'Auberoques                                      | Sévérac-le-Château            | Auberoques                                                       | 44° 20′ 35″ nord, 3° 06′ 01″ est                                 | « PA00094245 »                                                   | Inscrit                                                          | 1991                                                             | Château d'Auberoques |
| Château d'Engayresque                                     | Sévérac-le-Château            | Engayresque                                                      | 44° 16′ 01″ nord, 3° 04′ 20″ est                                 | « PA00094244 »                                                   | Inscrit                                                          | 1991                                                             | Château d'Engayresque |
| Château de Sévérac                                        | Sévérac-le-Château            |                                                                  | 44° 19′ 22″ nord, 3° 04′ 08″ est                                 | « PA00094186 »                                                   | Classé                                                           | 1922                                                             | Château de Sévérac |
| Église Saint-Dalmazy                                      | Sévérac-le-Château            | Saint-Dalmazy                                                    | 44° 18′ 59″ nord, 3° 06′ 15″ est                                 | « PA00094187 »                                                   | Classé                                                           | 1930                                                             | Église Saint-Dalmazy |
| Dolmen des Cayroules 1                                    | Sévérac-l'Église              |                                                                  | 44° 22′ 12″ nord, 2° 51′ 57″ est                                 | « PA00135448 »                                                   | Inscrit                                                          | 1995                                                             | Image manquante Téléverser |
| Abbaye de Sylvanès                                        | Sylvanès                      |                                                                  | 43° 50′ 03″ nord, 2° 57′ 36″ est                                 | « PA00094188 »                                                   | Classé                                                           | 1862                                                             | Abbaye de Sylvanès |
| Viaduc du Viaur                                           | Tauriac-de-Naucelle           |                                                                  | 44° 07′ 25″ nord, 2° 19′ 51″ est                                 | « PA00094189 »                                                   | Inscrit                                                          | 1984                                                             | Viaduc du Viaur |
| Chapelle de Laussac                                       | Thérondels                    |                                                                  | 44° 51′ 12″ nord, 2° 46′ 27″ est                                 | « PA00094190 »                                                   | Inscrit                                                          | 1974                                                             | Chapelle de Laussac |
| Église Notre-Dame de Thérondels                           | Thérondels                    |                                                                  | 44° 53′ 47″ nord, 2° 45′ 35″ est                                 | « PA00094191 »                                                   | Classé                                                           | 1975                                                             | Église Notre-Dame de Thérondels |
| Château de Toulonjac                                      | Toulonjac                     |                                                                  | 44° 22′ 57″ nord, 1° 59′ 59″ est                                 | « PA00125561 »                                                   | Inscrit Classé                                                   | 1993 1995                                                        | Château de Toulonjac |
| Cathédrale Saint-Sauveur                                  | Vabres-l'Abbaye               |                                                                  | 43° 56′ 41″ nord, 2° 50′ 14″ est                                 | « PA00094248 »                                                   | Inscrit                                                          | 1992                                                             | Cathédrale Saint-Sauveur |
| Palais épiscopal                                          | Vabres-l'Abbaye               |                                                                  | 43° 56′ 43″ nord, 2° 50′ 09″ est                                 | « PA00094193 »                                                   | Inscrit                                                          | 1983                                                             | Palais épiscopal |
| Croix de Bleyssoles                                       | Vabre-Tizac                   |                                                                  | 44° 16′ 16″ nord, 2° 09′ 37″ est                                 | « PA00094192 »                                                   | Classé                                                           | 1923                                                             | Croix de Bleyssoles |
| Château de Montalègre                                     | Versols-et-Lapeyre            |                                                                  | 43° 53′ 35″ nord, 2° 55′ 59″ est                                 | « PA00094194 »                                                   | Inscrit                                                          | 1978                                                             | Château de Montalègre |
| Château de Versols                                        | Versols-et-Lapeyre            | Versols                                                          | 43° 53′ 39″ nord, 2° 56′ 41″ est                                 | « PA00094195 »                                                   | Inscrit                                                          | 1988                                                             | Château de Versols |
| Église Saint-Caprais                                      | Versols-et-Lapeyre            | Cimetière de Lapeyre                                             | 43° 53′ 53″ nord, 2° 54′ 38″ est                                 | « PA00094196 »                                                   | Classé                                                           | 1928                                                             | Église Saint-Caprais |
| Prieuré de Saint-Jean-de-Balmes                           | Veyreau                       | Saint-Jean-des-Balmes                                            | 44° 10′ 22″ nord, 3° 14′ 49″ est                                 | « PA00094197 »                                                   | Classé                                                           | 1989                                                             | Prieuré de Saint-Jean-de-Balmes |
| Château de Vézins-de-Lévézou                              | Vézins-de-Lévézou             |                                                                  | 44° 16′ 46″ nord, 2° 57′ 10″ est                                 | « PA00094238 »                                                   | Inscrit                                                          | 1990                                                             | Château de Vézins-de-Lévézou |
| Église Saint-Amans                                        | Vézins-de-Lévézou             | Saint-Amans-du-Ram                                               | 44° 16′ 03″ nord, 2° 55′ 07″ est                                 | « PA00094198 »                                                   | Classé                                                           | 1991                                                             | Église Saint-Amans |
| Membre (commanderie)                                      | Viala-du-Pas-de-Jaux          |                                                                  | 43° 57′ 25″ nord, 3° 03′ 23″ est                                 | « PA00125562 »                                                   | Inscrit                                                          | 1993                                                             | Membre (commanderie) |
| Dolmen de Cazarède                                        | Viala-du-Tarn                 | Cazarède                                                         | 44° 04′ 35″ nord, 2° 50′ 04″ est                                 | « PA12000010 »                                                   | Inscrit                                                          | 1997                                                             | Image manquante Téléverser |
| Maison                                                    | Viala-du-Tarn                 | Le Minier                                                        | 44° 04′ 24″ nord, 2° 53′ 01″ est                                 | « PA00094199 »                                                   | Inscrit                                                          | 1932                                                             | Image manquante Téléverser |
| Église Saint-Martin                                       | Le Vibal                      | Saint-Martin-de-Cormières                                        | 44° 19′ 50″ nord, 2° 46′ 36″ est                                 | « PA00094200 »                                                   | Inscrit                                                          | 1988                                                             | Église Saint-Martin |
| Chapelle de Servières                                     | Villecomtal                   | Servières                                                        | 44° 33′ 11″ nord, 2° 33′ 36″ est                                 | « PA00094257 »                                                   | Inscrit                                                          | 1992                                                             | Chapelle de Servières |
| Porte de ville                                            | Villecomtal                   |                                                                  | 44° 32′ 22″ nord, 2° 33′ 50″ est                                 | « PA00094258 »                                                   | Inscrit                                                          | 1992                                                             | Porte de ville |
|                                                           | Villefranche-de-Rouergue      | Voir liste des monuments historiques de Villefranche-de-Rouergue | Voir liste des monuments historiques de Villefranche-de-Rouergue | Voir liste des monuments historiques de Villefranche-de-Rouergue | Voir liste des monuments historiques de Villefranche-de-Rouergue | Voir liste des monuments historiques de Villefranche-de-Rouergue | Voir liste des monuments historiques de Villefranche-de-Rouergue                                                                         |
| Château de Ginals                                         | Villeneuve                    |                                                                  | 44° 24′ 48″ nord, 2° 00′ 23″ est                                 | « PA00094226 »                                                   | Inscrit                                                          | 1980                                                             | Château de Ginals |
| Château de Toulongergues                                  | Villeneuve                    | Toulongergues                                                    | 44° 24′ 16″ nord, 2° 01′ 37″ est                                 | « PA12000011 »                                                   | Inscrit                                                          | 1997                                                             | Château de Toulongergues |
| Église du Saint-Sépulcre                                  | Villeneuve                    |                                                                  | 44° 26′ 13″ nord, 2° 01′ 54″ est                                 | « PA00094227 »                                                   | Classé                                                           | 1925                                                             | Église du Saint-Sépulcre |
| Église Saint-Pierre-et-Saint-Paul                         | Villeneuve                    | Toulongergues                                                    | 44° 24′ 16″ nord, 2° 01′ 37″ est                                 | « PA00094228 »                                                   | Classé                                                           | 1988                                                             | Église Saint-Pierre-et-Saint-Paul |
| Maison                                                    | Villeneuve                    |                                                                  | 44° 26′ 16″ nord, 2° 01′ 59″ est                                 | « PA00094229 »                                                   | Inscrit                                                          | 1928                                                             | Maison |
| Tour Soubirane                                            | Villeneuve                    |                                                                  | 44° 26′ 16″ nord, 2° 02′ 01″ est                                 | « PA00094230 »                                                   | Inscrit                                                          | 1928                                                             | Tour Soubirane |
| Pigeonnier du Foirail                                     | Villeneuve                    |                                                                  | 44° 25′ 55″ nord, 2° 02′ 18″ est                                 | « PA12000048 »                                                   | Inscrit                                                          | 2011                                                             | Pigeonnier du Foirail |
| Porte de Cardalhac                                        | Villeneuve                    |                                                                  | 44° 26′ 12″ nord, 2° 01′ 57″ est                                 | « PA00094231 »                                                   | Inscrit                                                          | 1928                                                             | Porte de Cardalhac |
| Prieuré de Villeneuve                                     | Villeneuve                    |                                                                  | 44° 26′ 12″ nord, 2° 01′ 54″ est                                 | « PA12000003 »                                                   | Inscrit                                                          | 1996                                                             | Image manquante Téléverser |